# Novantanove (gioco)
Novantanove è un gioco di carte per 3 giocatori, con varianti per 2 o 4. È un gioco di passate (come la Briscola e il Tressette, a differenza dai giochi di combinazioni come il Ramino o a ciclo continuo come la Scopa) e nelle intenzioni dell'autore si gioca con carte a semi francesi.
Novantanove è stato inventato nel 1968 da David Parlett e pubblicato per la prima volta nel febbraio 1974 nel numero 22 di Games & Puzzles; lo scopo dell'autore era di introdurre un gioco per 3 giocatori a passate (come lo Skat) con poche semplici regole e abbastanza spazio per sviluppo e svolgimento di strategie. Nel Novantanove, i giocatori scommettono quale sarà il numero di passate che vinceranno; i giocatori che vinceranno esattamente quel numero di passate (non di più e non di meno) si aggiudicano un bonus significativo.
Una caratteristica inusuale del Novantanove è che la scommessa è codificata in uno scarto iniziale obbligatorio di 3 carte.

## Regole (per 3 giocatori)
Queste regole sono generali e si possono adattare ai casi di 2 o 4 giocatori.

### Distribuzione
Una mano di Novantanove inizia con la distribuzione delle carte. Si utilizzano solo le carte 6, 7, 8, 9, 10, J, Q, K, A (ordinate dal basso verso l'alto) - si noti che si utilizzano solo 9 carte per seme, cosa che rende possibile giocare anche con carte a semi italiani, per esempio scartando solo i 2 e seguendo l'ordinamento della Briscola: 4, 5, 6, 7, fante, cavallo, re, 3, 1.
I giocatori ricevono 12 carte ciascuno, che sarà bene separare per seme ed ordinare per valore.
Si stabilisce il seme di briscola, nella prima mano di ciascun gioco non c'è briscola, nelle seguenti mani il seme di briscola è determinato dal numero di giocatori che hanno compiuto il contratto della mano precedente. Quadri (Denari) se 0, Picche (Spade) se 1, Cuori (Coppe) se 2, Fiori (Bastoni) se 3.

### Scommessa iniziale
Ogni giocatore scommette sul numero di passate che pensa di vincere scartando tre delle dodici carte ricevute, dove il seme delle carte scartate viene interpretato secondo il codice seguente e sommato.
| Seme     | Valore | Mnemonico                            |
| -------- | ------ | ------------------------------------ |
| ♣ Fiori  | 3      | fiori sembra composto da tre palline |
| ♥ Cuori  | 2      | cuori ha due rotondità superiormente |
| ♠ Picche | 1      | picche ha una punta in alto          |
| ♦ Quadri | 0      | quadri può rassomigliare ad uno zero |

Per esempio, se un giocatore scarta un fiori e due quadri, avrà scommesso su 3+0+0=3 passate. La stessa scommessà si può rappresentare con tre picche (1+1+1=3) o un cuori, un picche ed un quadri (2+1+0=3).
Normalmente, le carte "scommessa" sono poste a faccia in giù sul tavolo, così che gli avversari non possano sapere quante passate un giocatore voglia vincere.  Il vincere la propria scommessa è calcolato come bonus alla fine della mano nell'assegnazione del punteggio. È permesso ad un giocatore che sia sicuro del suo gioco di dichiarare la sua scommessa scoprendo le sue carte scommessa. Questo alza il valore del bonus aggiudicabile. È anche permesso giocare a carte scoperte, che alza ulteriormente il valore del bonus aggiudicabile.
Solo ad un giocatore per ogni mano è permesso "dichiarare" o "scoprire". L'ordine in cui si chiede ai partecipanti se intendono dichiarare o scoprire è lo stesso in cui si giocano le passate. Se un giocatore vuol dichiarare ma un giocatore successivo intende scoprire, lo scoprire ha priorità.

### Passate
Dopo che è terminata la fase della scommessa, si iniziano a giocare le passate della mano.  Il primo di mano è il giocatore alla sinistra del mazziere e il gioco continua in senso orario. Ciascun giocatore deve seguire il seme giocato dal giocatore di mano. Se non si hanno carte al seme richiesto, si può giocare una carta a scelta, scartando ad un qualsiasi seme o mettendo una briscola. Nel caso si sia terzi di mano e il secondo abbia giocato una briscola, si deve comunque seguire il seme iniziale ove possibile. Non c'è l'obbligo di superare l'eventuale briscola giocata da un giocatore precedente.
Se sono state giocate briscole, la più alta vince, altrimenti vince la carta più alta nel seme del primo di mano.
Il vincitore di una passata è primo di mano nella passata successiva.

### Calcolo del punteggio di una mano
Dopo che tutte le passate sono state giocate, si calcola il punteggio. Ciascun giocatore guadagna un punto per ogni passata vinta, indipendentemente da ogni altra considerazione.
I giocatori che abbiano "compiuto il contratto", cioè vinto esattamente tante passate quante rappresentate nelle tre carte scommessa, ottengono un bonus che dipende da quanti altri giocatori abbiano compiuto il proprio contratto:
- se solo un giocatore compie il contratto, si aggiudica 30 punti extra;
- se due giocatori lo compiono, ciascuno si aggiudica 20 punti di bonus;
- se tutti, ciascuno si aggiudica 10 punti;

La dichiarazione aggiunge 30 punti al bonus (che vengono assegnati al dichiarante vincente ovvero agli avversari se il dichiarante non compie il contratto). Ugualmente per il giocare a carte scoperte, nel qual caso il bonus extra diventa di 60 punti per il dichiarante vincente ovvero per gli avversari.
Da notare che il punteggio massimo in ciascuna mano è 99 punti, da cui il nome del gioco: 9 punti per vincere tutte le passate della mano, 30 per compiere il contratto (se nessun altro riesce), e 60 per l'aver giocato a carte scoperte.

## Variante per 2 giocatori

### Distribuzione
Il mazziere distribuisce le 36 carte all'avversario, a sé stesso ed al terzo giocatore mancante che chiameremo "morto".

### Scommessa
Ciascuno dei due contendenti effettua la sua scommessa, dopodiché si levano tre carte dalle 12 del morto e senza scoprirle le si considerano la sua scommessa. Le rimanenti 9 carte del morto vengono scoperte. Non è permesso ai due avversari giocare a carte scoperte.

### Passate
In ciascuna passata il morto viene giocato per ultimo, tranne quando sia il morto primo di mano. Il giocatore primo di mano sceglie la carta giocata dal morto dopo che l'avversario ha giocato la sua. Se il morto è primo di mano, viene giocato dal precedente primo di mano, che chiude la passata giocando per ultimo.

### Calcolo del punteggio di una mano
Si considera che il morto abbia compiuto il suo contratto se effettua non più prese di quante rappresentate nelle sue tre carte scommessa. Se effettua esattamente tante prese quante nelle tre carte scommessa, si assegna al morto un bonus come se avesse dichiarato la scommessa.

## Variante per 4 giocatori

### Distribuzione
Il mazziere distribuisce tutte le 52 carte del mazzo, per cui ciascun giocatore ne riceve 13 e la mano sarà composta da 10 passate anziché 9. Si può anche scegliere di giocare con 48 carte, 12 per giocatore, che rende il gioco giocabile con un mazzo di carte spagnole.

### Calcolo del punteggio di una mano
Se tutti i quattro giocatori compiono il contratto, non si assegna alcun bonus.

### Determinazione del seme di briscola
Se tutti i quattro giocatori compiono il contratto, la mano successiva si gioca senza briscola.

## Riferimenti
- Parlett, David. Card Games. 1999.